# Episodi di Zoey 101 (prima stagione)
La prima stagione della serie televisiva Zoey 101 è stata trasmessa negli Stati Uniti su Nickelodeon dal 9 gennaio al 1º maggio 2005; in Italia è stata trasmessa su Nickelodeon dal 10 ottobre al 26 ottobre 2006, mentre l'episodio La casa stregata viene trasmesso il 2 novembre successivo sempre su Nickelodeon.
| nº | Titolo originale   | Titolo italiano        | Prima TV USA     | Prima TV Italia |
| -- | ------------------ | ---------------------- | ---------------- | --------------- |
| 1  | Welcome to PCA     | Incontro di basket     | 9 gennaio 2005   | 10 ottobre 2006 |
| 2  | New Roomies        | Teorie speciali        | 9 gennaio 2005   | 11 ottobre 2006 |
| 3  | Webcam             | Obbligo e verità       | 16 gennaio 2005  | 12 ottobre 2006 |
| 4  | Defending Dustin   | La guardia del corpo   | 23 gennaio 2005  | 13 ottobre 2006 |
| 5  | Haunted House      | La Casa Stregata       | 29 ottobre 2005  | 2 novembre 2006 |
| 6  | Prank Week         | Uno scherzo di troppo  | 30 gennaio 2005  | 16 ottobre 2006 |
| 7  | Jet-X              | Studenti sul set       | 13 febbraio 2005 | 17 ottobre 2006 |
| 8  | The Play           | La febbre del teatro   | 20 febbraio 2005 | 18 ottobre 2006 |
| 9  | Quinn's Date       | L'appuntamento         | 6 marzo 2005     | 19 ottobre 2006 |
| 10 | Spring Fling       | Il prezzo del successo | 13 marzo 2005    | 20 ottobre 2006 |
| 11 | Backpack           | Trattative d'affari    | 3 aprile 2005    | 23 ottobre 2006 |
| 12 | Disk Golf          | Disk Golf              | 10 aprile 2005   | 24 ottobre 2006 |
| 13 | School Dance       | Le affinità elettive   | 17 aprile 2005   | 25 ottobre 2006 |
| 14 | Little Beach Party | Festa in spiaggia      | 1º maggio 2005   | 26 ottobre 2006 |

## Incontro di basket
- Titolo originale: Welcome to P.C.A.
- Diretto da: Savage Steve Holland
- Scritto da: Dan Schneider

### Trama
Zoey Brooks è appena arrivata dalla Louisiana alla Pacific Coast Academy, divenendo una delle prime ragazze in assoluto a frequentare l'Accademia, fino a quel momento riservata esclusivamente ai ragazzi. Al suo arrivo conosce Chase Matthews, che diverrà per il resto della serie il suo migliore amico, e le sue nuove compagne di stanza, Nicole Bristow, ragazza alla moda e molto carina, e Dana Cruz, con la quale legherà dopo alcune difficoltà a causa del suo comportamento.
Un giorno, camminando per il parco della scuola con le sue amiche, nota alcuni ragazzi, tra cui anche Logan, ricco e viziato, e Michael, ragazzo di colore e sportivo, giocare a basket. Essendo una buona atleta, Zoey chiede a nome di tutte le ragazze di poter giocare con loro, ma, dato che sino al semestre precedente la P.C.A. era sempre stata un college maschile, Logan le respinge in malo modo. Zoey, indignata, li sfida ad una gara di pallacanestro, che però perderanno solo in extremis. Grazie alla loro ottima prestazione, tuttavia, Zoey e Dana vengono invitate dal coach ad entrare in squadra, dimostrando che anche le ragazze possono rivelarsi valide negli sport.

## Teorie speciali
- Titolo originale: New roomies
- Diretto da: Savage Steve Holland
- Scritto da: Steve Holland

### Trama
La convivenza nella camera 101 tra Zoey, Dana e Nicole diventa a malapena sopportabile a causa dei continui litigi fra queste ultime, causati dal disordine lasciato in stanza da Dana e dall'asciugacapelli di Nicole costantemente acceso, perfino alle prime luci dell'alba. Zoey finisce per arrabbiarsi, ma viene comunque rimproverata dalle amiche per il fatto di dimenticarsi sempre le chiavi della stanza, costringendo le compagne ad aprirle la porta mentre litigano.
La ragazza, offesa a sua volta, ritira la sua roba e si trasferisce in camera di Quinn, ragazza ritenuta da tutti un po' strana a causa della sua passione per la chimica e la propensione a testare in continuazione dubbi esperimenti scientifici. D'altra parte, Chase segretamente innamorato di Zoey, spinto da Logan, cerca di fare di tutto per convincere l'amica a rimanere lontano dalle compagne capendo che, non frequentandole più, avrebbe l'opportunità di restare più tempo insieme a lei. È proprio da questo episodio che si sviluppa il filone narrativo principale della serie, ovvero Chase che non troverà mai il coraggio di dichiararsi a Zoey.
A Zoey, nonostante i vecchi diverbi, manca la sua vecchia stanza e torna con Nicole e Dana. Astutamente, per evitare nuovi disagi all'interno del gruppo, si fa prestare da Quinn una sua invenzione, ovvero uno spargi-foglie silenzioso, che permette a Nicole di asciugarsi i capelli senza svegliare Dana, nel cui letto viene posizionata una tendina con sopra dipinto un letto ordinato; infine, Zoey si lega al collo la chiave per non dimenticarsela più.
 Subito dopo avviene il primo tentativo di Chase di dichiararsi a Zoey, invitandola al cinema per un film, ma la ragazza invita anche le sue amiche alla serata, facendo sciupare all'amico una buona opportunità per confessare il suo amore.

## Obbligo e verità
- Titolo originale: Webcam
- Diretto da: Fred Savage
- Scritto da: Dan Schneider

### Trama
Giocando ad Obbligo o Verità nella loro sala comune, Zoey, Quinn, Dana e Nicole iniziano a raccontarsi i loro segreti più oscuri e nascosti, promettendosi di non rivelarli mai a nessuno. Tuttavia, nei giorni successivi, tali segreti cominciano a circolare per tutta la scuola, e i ragazzi iniziano a prenderle in giro. Nel frattempo, Chase e Logan vengono assunti come fattorini da Kazu, proprietario del Sushi Rox. Per pigrizia, Logan inizia a darsi malato, lasciando tutto il lavoro al suo collega. 
Facendo delle indagini con Nicole e Quinn, Zoey scopre che è stato Logan a divulgare i loro segreti in quanto all'interno dell'orsacchiotto, che lui stesso aveva regalato alle ragazze, c'era una telecamera. Così, con l'aiuto di Michael e Kazu, le ragazze si vendicano, facendo finta di aver steso Kazu e di volerlo nascondere, per poi dare la colpa a Logan nel caso venissero scoperte. Il ragazzo, assistendo alla scena, avverte il preside, rivelando così di aver messo una webcam nella sala comune delle ragazze e venendo per questo punito. Alla fine Zoey, Nicole, Dana e Chase posizionano l'orsacchiotto sulla spiaggia per poter assistere al tramonto.
- Assenti: Paul Butcher

## La guardia del corpo
- Titolo originale: Defending Dustin
- Diretto da: Fred Savage
- Scritto da: Anthony Del Broccolo

### Trama
Durante una lezione di matematica in classe, Dustin viene preso di mira da Keith Finch, un bullo che lo obbliga a fargli i compiti al suo posto, minacciando di picchiarlo in caso di rifiuto. Zoey decide di difendere il fratellino, ma ciò non fa altro che mettere in imbarazzo Dustin di fronte ai suoi coetanei. La ragazza decide quindi di escogitare uno dei suoi piani: convince un bidello conosciuto nel parco a vestire i panni del vicepreside, convocando il bullo nel suo ufficio e intimandogli di non minacciare più i suoi compagni più piccoli, pena l'espulsione. Nello stesso momento, Chase e Michael insegnano a Dustin come difendersi dai ragazzi più grandi, così, nel momento in cui il bullo e Dustin si incontrano, quest'ultimo fa valere tutto il suo coraggio, liberandosi una volta per tutte del suo tormento, a fine episodio Zoey e Dustin si riconciliano.
Nel frattempo Chase e Michael nascondono un cane che hanno trovato smarrito, lo chiamano Elvis, ma il loro sorvegliante comincia a insospettirsi, quindi chiedono a Zoey, Dana e Nicole di nasconderlo finche non si calmano le acqua, ma Nicole se lo lascia sfuggire un secondo e così Coco, la sorvegliante del dormitorio femminile lo trova e lo porta al canile, ma Dana esce di nascosto dal campus a riprendere Elvis, e lo riporta ai ragazzi, che sono felici di rivederlo.
- Assenti: Erin Sanders e Matthew Underwood

## La Casa Stregata
- Titolo originale: Haunted House
- Diretto da: Steve Zuckerman
- Scritto da: Steve Holland

È Halloween, è all'accademia si tiene l'annuale casa stregata che gli studenti delle superiori allestiscono per i bambini più piccoli. Logan è a capo del comitato organizzativo e promette che la casa non farà solo urlare dalla paura, ma farà piangere, ma durante la serata Dustin e il suo migliore amico Jack sentono una voce misteriosa chiamare i loro nomi e spariscono all'improvviso, e i ragazzi rimangono intrappolati nella casa stregata, in seguito la voce inizia a chiamare Logan, a cui viene il panico, ma riesce ad aprire una porta e a darsela a gambe prima di essere catturato anche lui, ma alla fine si scopre che era tutto un trucco architettato da Zoey, Chase e Dustin per spaventare Logan.
Nicole nel frattempo si è presa una cotta per un ragazzo di nome Tim, e viene a sapere che si travestirà da mummia per la serata, ma anche Mark (il fidanzato di Quinn) si traveste da mummia, e Nicole lo scambia per Tim e lo insegue per tutto il campus cercando di baciarlo.
Anche Michael viene inseguito per tutto il campus, ma da due turisti francesi in visita all'accademia, perché lo incontrano con un costume di halloween e pensano che abbia bisogno di cure ospedaliere, smettendo di inseguirlo solo quando intravedono Mark travestito da Mummia, che li spaventa così tanto che scappano via.
Chase per la casa stregata si traveste da vampiro per spaventare i bambini, ma nessuno si spaventa perché tutti continuano a pensare che si sia travestito da mago.
- Assenti: Kristin Herrera
- Questo episodio in realtà fa parte della prima stagione, dato che è il primo Halloween che festeggiano le ragazze dell'accademia.

## Uno scherzo di troppo
- Titolo originale: Prank week
- Diretto da: Savage Steve Holland
- Scritto da: Anthony Del Broccolo

### Trama
Alla PCA è in corso la "Settimana goliardica", tradizione storica dell'Accademia nella quale gli studenti più grandi compiono in continuazione malefatte, scherzi e burle nei confronti delle matricole. Quest'anno sono le ragazze le ultime arrivate, quindi tocca a loro subire gli scherzi.
Per vendicarsi le ragazze decidono di dichiarare guerra ai ragazzi facendo scherzi a loro volta.
Quinn lavora ad una nuova invenzione che, intervenendo sui neuroni del cervello, potrebbe far svenire i ragazzi, ma la creazione si dimostra difettosa.
Zoey e le altre intanto decidono di fare una malefatta più audace delle altre: travestono da donna la statua del fondatore dell'accademia. Quando il figlio di quest'ultimo lo scopre decide di espellere tutte le ragazze; Zoey deciderà di prendersi tutta la colpa, diventando così l'unica espulsa.
Ma Logan e gli altri ragazzi organizzano un ulteriore malefatta mettendo di nuovo in ridicolo la statua, e dicendo che è stata una collaborazione generale. Così nessuno viene più espulso e la guerra finisce senza vincitori né vinti. 
Intanto Quinn, ultimato il suo nuovo neuralizzatore, dice che la guerra contro i ragazzi può iniziare. Quando gli altri le rispondono che è finita, lei, arrabbiata, butta l'invenzione nel cestino, attivandola involontariamente e facendo svenire tutti.
- Assenti: Paul Butcher

## Studenti sul set
- Titolo originale: Jet-x
- Diretto da: Savage Steve Holland
- Scritto da: Eric Friedman

### Trama
Alla PCA arriva un signore che promuove un nuovo tipo di motorino: il Jet-x, per il quale i ragazzi devono inventare uno spot televisivo.
Zoey, Nicole e Dana ci provano ma finiscono solo per litigare e per dividersi.
Ai ragazzi non va meglio: Logan ha ricevuto del materiale professionale dal padre, ma questi fa il regista e decide tutto lui, quindi Chase e Michael possono solo stare a guardare.
Le ragazze provano a girare le pubblicità individualmente, ma alla fine capiscono di non avere idee e fanno pace; unendo il materiale raccolto Zoey riesce a creare una pubblicità fantastica! Il Jet-X è loro e lo useranno per non arrivare mai tardi a lezione.
- Assenti: Paul Butcher

## La febbre del teatro
- Titolo originale: The play
- Diretto da: Adam Weissman
- Scritto da: Steven Molaro

### Trama
Chase scrive una commedia romantica che verrà messa in scena alla PCA nella quale reciterà nei panni del protagonista, un bagnino che si innamora dell’aliena Zorka. Per sua fortuna, il ruolo di quest’ultima viene assegnato a Zoey.
Logan, nonostante le prese in giro nei confronti dell’amico, fa un ottimo provino e "ruba" il ruolo del bagnino a Chase. Inizialmente Zoey non è contenta di questo cambiamento, ma successivamente noterà le ottime capacità recitative del ragazzo e ne rimane affascinata.
Nel frattempo Quinn cerca di curare Dustin dall'influenza in strani modi: usando l'aspirapolvere sulla lingua per aspirare i germi, facendogli il solletico alle piante dei piedi, in mezzo alle dita dei piedi a una gogna senza scarpe e calze. 
Chase le prova tutte per impedire che Zoey e Logan si bacino nel finale della recita, ad esempio pagando Dustin per starnutire sul cuscino di Chase in modo da trasmettergli i germi dell’influenza, piano che si rivelerà fallimentare.
Durante la recita Zoey commette un errore e Logan le bisbiglia di stare attenta e non fargli fare brutte figure.
Zoey, offesa, capisce che era rimasta affascinata dal personaggio di Logan e non da Logan in sé, così si rifiuta di baciarlo inventando un finale alternativo in cui Zorka respinge il bagnino.
Chase arriva giusto in tempo per gioire del rifiuto di Zoey ed applaudire felice insieme al pubblico.

## L'appuntamento
- Titolo originale: Quinn's date
- Diretto da: Steve Hoefer
- Scritto da: Eric Friedman

### Trama
Quinn si prende una cotta per Mark Del Figgalo, un ragazzo che frequenta con lei il corso di biologia.
È troppo timida per chiedergli un appuntamento così lo fa Zoey per lei.
Mark rifiuta subito in quanto fidanzato, ma Zoey non ha il coraggio di dirlo all'amica così mente dicendo che il ragazzo ha accettato.
Zoey e Chase organizzano un piano per far uscire Quinn con Mark senza che Mark lo sappia: Chase porta il ragazzo a fare un pic-nic e Zoey fa in modo di trovarsi insieme a Quinn nello stesso posto allo stesso momento, unendosi ai due ragazzi.
Mentre stanno andando al cinema Quinn prende la mano a Mark e a quel punto spunta Courtney, la ragazza che si arrabbia e lo lascia, anche Quinn pensando che il ragazzo gli abbia dato appuntamento per illuderla se ne va. 
Ma alla fine tutto si risolve e Mark e Quinn iniziano una storia insieme.
- Special guest: Zoe Keller (Courtney)

- Assenti: Matthew Underwood

## Il prezzo del successo
- Titolo originale: Spring Fling
- Diretto da: Steve Hoefer
- Scritto da: Steve Holland

### Trama
È arrivata la primavera e alla PCA è tempo di organizzare lo Spring Fling, un concerto organizzato dai ragazzi, i quali devono invitare un personaggio più o meno famoso.
Zoey si propone insieme a Dana e Nicole come organizzatrice e decide di invitare l'idolo degli adolescenti: Drake Bell.
Il suo manager però è disposto a farlo esibire per 5.000 dollari.
Le tre allora organizzano una racconta fondi con cui però raccolgono solo 1.000 dollari.
Ad aiutarle c'è un ex allievo dell'accademia, il signor Berman: ai suoi tempi lo spring-fling era un disastro e vorrebbe renderlo un evento piacevole almeno per una volta. 
Per un lavaggio fatto bene alla sua adorata macchina darebbe i 4.000 dollari mancanti. Ma Zoey toglie per sbaglio la marcia e la macchina si rompe sbattendo contro un lampione; per ripararla sono costrette a pagare al meccanico 3.500 dollari. Le ragazze riescono ad aggiustarla prima del ritorno del signor Berman, ma il manager di Drake vuole annullare il concerto perché alle ragazze restano solo 1.500 dollari, Drake è dispiaciuto di non potersi esibire, ma quando vede una delle magliette realizzate da Zoey con la scritta "Drake Bell" con un font molto originale, (che i ragazzi hanno venduto durante la raccolta fondi), chiede di poterlo usare come suo nuovo logo. 
Così, in cambio dei diritti di autore, Drake si esibisce gratuitamente, regalando alla PCA un emozionante Spring Fling.
- Assenti: Matthew Underwood
- Guest Star: Drake Bell e Chris Hardwick.
- Curiosità: Durante il concerto appare sul palco Micheal Corcoran, il compositore della colonna sonora di Zoey 101 come il pianista di Drake.

## Trattative d'affari
- Titolo originale: Backpack
- Diretto da: Savage Steve Holland
- Scritto da: Dan Schneider

### Trama
Nicole combina un guaio con delle gelatine e sporca uno zaino, così è costretta a comprarlo spendendo tutti i suoi soldi.
Zoey così decide di decorare a modo suo lo zainetto coprendo le macchie con bellissimi decori. Ben presto la voce degli zainetti di Zoey gira per tutta la scuola, e quest’ultima viene intervistata dal capo del giornalino della Accademia, Stacy, che ruba l’idea di Zoey iniziando anche a vendere gli zaini modificati. Zoey e i suoi amici però decidono di reagire iniziando a vendere gli zaini di Zoey,  riuscendo a superare Stacey. Intanto Quinn, con il succo di un nuovo frutto da lei creato, la “bamela” (un misto della banana e la mela) brucia accidentalmente il sellino della bicicletta di Stacey.
- Assenti: Matthew Underwood e Paul Butcher

## Disk Golf
- Titolo originale: Disc Golf
- Diretto da: Savage Steve Holland
- Scritto da: Anthony Del Broccolo

### Trama
Il prof. di ginnastica della PCA massacra eccessivamente gli allievi, i quali scoprono che chi pratica uno sport è esonerato dalle lezioni. Decidono così di trovare un’attività che possano praticare tutti, in modo da non dover più subire le insostenibili lezioni di ginnastica. Pensando alle loro capacità credono che il più adatto sia il Disc golf, uno sport in cui bisogna lanciare un disco in un canestro. Si dimostrano tutti abbastanza bravi tranne Nicole; il prof. però li avvisa che per essere considerati una squadra ufficiale devono vincere almeno una partita contro un'altra scuola. Logan dimostra di essere molto bravo e viene arruolato nella squadra nonostante lui non volesse. Intanto Michael capisce di avere una dipendenza dalle patatine così Quinn per aiutarlo a perdere peso gli prepara delle patatine speciali che non fanno ingrassare e che quindi potrà mangiare tranquillamente per tutto il giorno... anche se gli effetti collaterali non tardano ad arrivare. Chase sceglie come avversari una squadra che poi si rivela provenire da una scuola per ragazzi in prigione. Un'altra brutta notizia è che i ragazzi a giocare sono in 6 ma una squadra è composta da 5. Zoey è il capitano e deve prendere decisioni che fanno bene alla squadra perciò decide che a rimanere in panchina sarà Nicole, che ci rimane molto male.
Così al tiro decisivo Zoey finge di essersi fatta male e chiede di essere sostituita; inizialmente Logan si propone di effettuare il tiro al posto suo, ma Zoey insiste perché a sostituirla sia l’amica in panchina. Nicole fa un tiro lunghissimo e i ragazzi dell'altra squadra si propongono per recuperare il disco e ne approfittano per scappare. Così la PCA vince per abbandono e i ragazzi riescono nel loro intendo di formare una squadra di Disk Golf.
- Assenti: Paul Butcher

## Le affinità elettive
- Titolo originale: School Dance
- Diretto da: Adam Weissman
- Scritto da: Eric Friedman

### Trama
Alla PCA si avvicina il tanto atteso ballo della scuola a cui i ragazzi devono invitare le ragazze.
I due organizzatori del ballo però decidono che ognuno dovrà compilare un questionario riguardante la propria personalità e il computer formerà le coppie in base alle risposte.
Chase vuole assolutamente andare con Zoey così durante tutta la settimana cerca di rubare le sue risposte.
Le coppie sono fatte: Logan con Dana, Nicole con un certo Nicholas ragazzo uguale a lei, Michael con Oliviary Biallo che in realtà è un ragazzo. Zoey viene associata sia a Chase che ad un altro ragazzo in quanto le risposte di entrambi erano compatibili con quelle della ragazza.
Quest’ultima alla fine decide di far coppia con il secondo pretendente perché crede che la festa sia per farsi nuovi amici e lei e Chase lo sono già.
Il ballo è un disastro per tutti: Logan e Dana non fanno altro che litigare, Nicole trova molto noioso il suo Nicholas e Michael cerca di evitare il suo accompagnatore.
Zoey scopre che il suo accompagnatore le ha rubato il diario per uscire con lei e che Chase ha copiato le sue risposte, così decide di stare da sola. Infine Chase trova il modo di spiegare il suo comportamento e di chiarire con la sua amica.
- Assenti: Paul Butcher e Erin Sanders.

## Festa in spiaggia
- Titolo originale: Little Beach Party
- Diretto da: Steve Holland
- Scritto da: Steve Holland

### Trama
Il semestre sta per terminare ed è tempo di esami alla PCA e dopo settimane di duro lavoro la giusta ricompensa è una festa sulla spiaggia organizzata dalla scuola. Quinn decide di sperimentare una delle sue invenzioni ai suoi amici (un intruglio artificiale all'aroma di cocco), che però ha un effetto indesiderato e fa addormentare tutti per un paio d’ore, facendoli svegliare solo quando l'ultimo pullman che li avrebbe dovuti portare alla festa è già partito. Logan rimedia un taxi che dovrebbe portare tutti a destinazione, ma gli 8 ragazzi finiscono in una spiaggia deserta perché Logan a dato al taxista le indicazioni sbagliate, e i cellulari non prendono, rendendo ancora più inutile il tentativo di orientarsi per cercare di arrivare alla festa. Dopo un po' di disperazione decidono di divertirsi ugualmente improvvisando una loro festa in spiaggia, con alcuni oggetti che hanno trovato intorno. Il povero Dustin è costretto a stare 6 ore in acqua perché un'onda gli ha portato via il costume e non può uscire. I ragazzi pescano il pesce e Quinn accende il fuoco. La situazione sembra disperata ma Quinn riesce a collegare il cellulare al computer per chiamare il professor Bender e avvertirlo di venire a prenderli. Una volta arrivati al college, i ragazzi stanno nuovamente dormendo in macchina a causa dell’intruglio di Quinn, incluso il professore.
- Nota: questo è l'ultimo episodio in cui appare Dana Cruz.